# Lars-Göran Jönsson
Lars-Göran "Lill-Munken" Jönsson, född 23 februari 1951, är en svensk tidigare handbollsspelare.

## Karriär

### Klubblagskarriär
Lars Göran Jönsson växte upp i Karlskrona och har Flottans IF som moderklubb, men han spelade sedan för IFK Karlskrona innan hans elitkarriär tog fart i IFK Kristianstad 1973. Säsongen 1974/1975 nådde klubben SM-final mot HK Drott men man förlorade matchen knappt. Lars-Göran Jönsson, Bo Ahlberg and Lennart Ebbinge i IFK Kristianstad kallades "Vilda Västern-kedjan" eftersom först över mittlinjen sköt påstår man i Kristianstad. Han spelade 115 matcher och gjorde 582 mål för IFK Kristianstad i allsvenskan. 1979 återvände han till hemstaden och spelade sin sista tid för IFK Karlskrona. Han var känd för sina hårda skott. Tomas Svensson berättar: "Då kom Lill-Munken fri mot mig på en kontring. Han hoppade inte in som brukligt, utan drog iväg ett avstämt skott som svischade förbi mitt huvud med någon centimeter. Bollen tog i ribban och jag tror den darrade flera timmar efteråt, så hårt var skottet. Jag var ju bara 15 år gammal och då funderade jag allvarligt på vad jag gett mig in på." Någon gång efter 1983 slutade Jönsson med handboll.

### Landslagsspel[5]
Jönsson spelade först 22 matcher och gjorde 35 mål i ungdomslandslaget. Det var under tiden han spelade för IFK Karlskrona. Lars-Göran Jönsson spelade under sina år i IFK Kristianstad 1975 till 1979 73 landskamper och gjorde 150 mål i landslaget, målsnitt 2,05 per match. Jönsson spelade bara ett mästerskap VM 1978 och det slutade med en åttonde plats för Sverige. 1979 spelade Jönsson bara försvar i landslaget på grund av en skada.

### Privatliv
Lars-Göran Jönsson är son till Sven "Munken" Jönsson, också han landslagsspelare i handboll.